# Matlahuacala, Coyomeapan
Matlahuacala är en ort i Mexiko.   Den ligger i kommunen Coyomeapan och delstaten Puebla, i den sydöstra delen av landet, 260 km sydost om huvudstaden Mexico City. Matlahuacala ligger 2 038 meter över havet och antalet invånare är 479.
Terrängen runt Matlahuacala är kuperad norrut, men söderut är den bergig. Runt Matlahuacala är det ganska tätbefolkat, med 144 invånare per kvadratkilometer. Närmaste större samhälle är Coxcatlán, 12,4 km väster om Matlahuacala. Omgivningarna runt Matlahuacala är en mosaik av jordbruksmark och naturlig växtlighet.